# Nogometni klub Olimpija (1911–2004)
Nogometni klub Olimpija Ljubljana je nekdanji slovenski nogometni klub iz Ljubljane.
Olimpija je bila udeleženka jugoslovanske nogometne lige. V prvi jugoslovanski zvezni ligi je igrala devetnajst let, kar je največ med slovenskimi klubi, leta 1970 se je uvrstila v finale jugoslovanskega pokala. Po osamosvojitvi Slovenije je štirikrat osvojila naslov slovenskega prvaka in prav tako štirikrat naslov pokalnega zmagovalca. Leta 2004 so zaradi dolgov klub razpustili, vseeno je končal sezono 2004/05 v prvi slovenski ligi. Leta 2005 je bil ustanovljen nov klub NK Bežigrad, ki je kasneje prevzel ime NK Olimpija.

## Zgodovina

### 1945 - 1984
Leta 1945 se združita ŠD Tabor in ŠD Udarnik in ustanovita predhodnico današnjega kluba – to je NK Enotnost. Tri leta kasneje se klub preimenuje v NK Odred in se leta 1953 prvič uvrsti v prvo zvezno nogometno ligo, v kateri pa igra le eno sezono. Enajsterica, ki je 19. julija 1953 odigrala odločilno tekmo kvalifikacij v Banji Luki, je bila: Bencik, Fajon, Piskar, Žumbar, Lesjak, Osrečki, Belcer, Toplak, Brezar, Hočevar, Hacler. Prvo tekmo v prvi zvezni igi je Odred odigral 31. avgusta 1953 z osiješkim Proleterjem. Za Bežigradom je bil rezultat 2:2. Glavni igralci Odreda so bili v tistih časih: Lesjak, Toplak (najboljši strelec), Belcer, Životić, Žumbar, Pelicon, brata Bencik, Berginc, Hacler, Hočevar, Arsić, Palatinus in drugi. Leta 1961 se klub preimenuje v ND Triglav, a po polovici sezone na pobudo direktorja pošte postane Akademski nogometni klub Olimpija. Barva kluba je bila takrat črno bela. Olimpija je v sezoni 1964/65 premagala banjaluškega Borca in si s te priigrala sodelovanje v prvi Jugoslovanski nogometni ligi in tam ostala še 19 let. 
Leta 1961 se klub najprej preimenuje v NK Triglav. Po polovici sezone se klub na pobudo direktorja pošte Gerbca preimenuje v Akademski nogometni klub Olimpija. Barva kluba je bila črno-bela. Najzanimivejše tekme v drugoligaški konkurenci so bili republiški derbiji z Mariborom; na tekmi za Bežigradom 6. aprila 1964 so prodali kar 19.994 vstopnic, kar je rekord, ki bo na slovenskih štadionih najbrž ostal za vse čase. Olimpija se v naslednji sezoni 1964/65 vnovič uvrsti v prvo zvezno ligo. Žabjek, Djorlev, Jovičević, Kokot, Šoškić, Srbu, Frančeškin, Zagorc, Veselica, Kapidžić in Corn so igralci, ki si pred 15.000 gledalci na tekmi z banjaluškim Borcem priigrajo napredovanje v ligo, v kateri je potem klub ostal celih 19 let.
Leta 1970 se je Olimpija uvrstila v finale pokala, kjer je v skupnem seštevku izgubila s Crveno zvezdo z 2:2 in 0:1 po podaljških (gol v Beogradu je dal Dragan Džajić v 120. minuti podaljška!), vseeno pa si je priigrala vstopnico za Pokal pokalnih zmagovalcev. V polfinalih jugoslovanskega pokala je Olimpija igrala leta 1972 (0:2 s Hajdukom) in 1982 (0:3 s Crveno zvezdo). Pred tem je že dvakrat igrala v Pokalu velesejemskih mest, predhodniku Pokala UEFA.
Uvrstitve po sezonah so bile naslednje: 1966: 8. mesto, 1967: 14. mesto, 1968: 11. mesto, 1969: 12. mesto, 1970: 16. mesto, 1971: 7. mesto, 1972: 9. mesto, 1973: 16. mesto, 1974: 10. mesto, 1975: 12. mesto, 1976: 14. mesto, 1977: 12. mesto, 1978: 10. mesto, 1979: 16. mesto, 1980: 15. mesto, 1981: 12. mesto, 1982: 9. mesto, 1983: 7. mesto, 1984: 17. mesto (izpad iz lige).

### 1984 - 1991
Izpad iz prve lige leta 1984 je pomenil pravi "razpad sistema", saj so sezono kasneje nogometaši Olimpije izpadli tudi iz druge lige in v sezoni 1985/86 porazno začeli v slovenski ligi. Toda med sezono se je stanje vendarle stabiliziralo, Olimpija je končala prvenstvo kot tretja in se naslednje leto v velikem slogu, z 20 zmagami, 6 remiji in brez poraza ob gol razliki 64:4, vrnila v 2. zvezno nogometno ligo - zahod. V njej se je uvrstila sredi lestvice, zato bi ob uspehu Kopra v kvalifikacijah za popolnitev novoustanovljene enotne 2. lige morala drugoligaško konkurenco spet zapustiti. Toda Kopru ni uspelo in Olimpija je ostala drugoligaš. 
V prvi sezoni enotne druge lige 1989/90 je presenetljivo osvojila prvenstvo ter se vrnila v prvo ligo. Glavni igralci so bili Pate, brata Vrabac, Ubavič, Ameršek, Židan, Perica, Novak, Mohor, Englaro, Podgajski in Tešić. Ta sezona je mejnik tudi zato, ker se 4.9.1988 na tekmi z vinkovškim Dinamom na tribunah pojavijo zametki navijaške skupine Green Dragons, kar pomeni začetek organiziranega navijanja na nogometnih tekmah v Ljubljani. 
Vrnitev v prvo ligo je pomenila pravo nogometno evforijo v Sloveniji, ki je dosegla vrhunec 11.11.1989 na znameniti tekmi s Crveno zvezdo, ko so politične strasti v Jugoslaviji že kipele. Olimpija je takrat zmagala po enajstmetrovkah, sezono, v kateri je za igro požela mnogo pohval, pa zaključila na osmem mestu. Naslednja in obenem zadnja jugoslovanska sezona Olimpije je bila mnogo manj spektakularna. Olimpija je izgubila več najatraktivnejših igralcev, politična situacija je bila že zelo negotova in na tribunah se je v povprečju zbralo le nekaj več kot 3.000 gledalcev na tekmo. Olimpija tisto leto konča na 14. mestu, zadnjo »jugoslovansko« tekmo pa odigra 17.6. proti zagrebškemu Dinamu.

### 1991 - 2004
Leto 1991 pomeni prelomnico v delovanju NK Olimpija. V času pred osamosvojitvijo Slovenije nihče ni znal z gotovostjo povedati, kakšna bo prihodnost najboljših slovenskih ekip v moštvenih igrah. Vsi košarkarski klubi so se denimo vnaprej dogovorili, da bodo ne glede na politično situacijo ohranili skupno ligo; dogovor je zaradi vojne splaval po vodi. V nogometu je bilo drugače: hrvaški zvezni ligaši so se odločili zapustiti zvezno ligo, ne pa tudi Olimpija. Ljubljanski klub bi moral v prvem krogu na gostovanje k Partizanu, a ker se je situacija na Hrvaškem iz dneva v dan bližala totalni vojni, so se nazadnje "pet pred dvanajsto", 12. avgusta 1991, pri Olimpiji odločili, da "za eno leto zamrznejo svoj prvoligaški status" in se pridružijo novoustanovljeni slovenski ligi.
Ta je združevala klube, ki so sezono prej igrali na najrazličnejših ravneh - od prve zvezne do območne (pete) lige. Vseeno pa so se kmalu potrdile napovedi, da slovenska liga ne bo nezanimiva: Olimpija je na primer v sedmem krogu doživela prvi poraz z ekipo Živila Naklo in z osmimi točkami zasedala le sedmo mesto. Naklanci so leto prej igrali v republiški, torej četrti, ligi. Številni regionalni derbiji in dejstvo, da je v ligi imela ekipo skoraj vsaka druga občina, so naredili tekmovanje bolj odmevno, kot je kazalo pred sezono. A Olimpija je zabeležila hud padec gledanosti: klub, ki je imel še v sezoni 1989/90 kar 125.000 gledalcev (7.380 na tekmo), je v sezoni 1991/92 gledalo le 21.500 ljudi ali 1.075 na tekmo, če pa odštejemo derbi z Mariborom, je bil povprečen obisk le 660 gledalcev.
Prvo prvenstveno zimo v samostojni Sloveniji je Olimpija preživela na drugem mestu, s tremi točkami zaostanka za Mariborom. Sledila je sanjska pomlad in po enajstih zaporednih zmagah je 6. maja prišel verjetno odločilni trenutek prvenstva, tekma z Mariborom. V zelo kvalitetni tekmi pred po nekaterih podatkih 7.000, po drugih pa kar 9.000 (do danes rekord Bežigrada na domačih tekmah po osamosvojitvi) gledalci je Olimpija zmagala z 2:0, se utrdila na prvem mestu in 21. junija 1992 dvignila pokal za prvega slovenskega državnega prvaka v zgodovini. Moštvo, ki je igralo to zadnjo tekmo z Izolo, je bilo naslednje: Pejković, Englaro, Hudarin, Djuranovič, Perica, Vrabac, Čirič, Milinovič, Šeparović, Valentinčič, Čeh, Protega, Topić, s trenerjem Lučjom Pertičem. Nagrada za prvi naslov je prišla jeseni na dveh tekmah z italijanskim Milanom v okviru takratnega pokala prvakov.
Naslednje tri sezone je Olimpija prevladovala v slovenskem državnem prvenstvu in osvojila še tri naslove - vse razmeroma gladko, a ne brez težav. Odmeven evropski uspeh je bila zmaga nad Levskim iz Sofije v sezoni 1994/95 v pokalu UEFA; Bolgarija je bila tisto leto na svetovnem prvenstvu namreč četrta, pri Levskem pa je igralo kar sedem reprezentantov.
V sezoni 1995/96 je Olimpija prvič priznala premoč v Sloveniji drugemu klubu. Liga je bila v tej sezoni zmanjšana na deset ekip, ljubljanska pa je začela zelo slabo. Po 14 krogih je bila denimo šele sedma, prezimila pa je z 12 točkami zaostanka za vodilno Gorico. Boljše nadaljevanje ni pomagalo: spomladi je Olimpija sicer nabrala devet točk več od Gorice, a naslov je vendarle prvič zapustil Ljubljano. Vseeno je Olimpija zmagala v slovenskem pokalu in si priigrala uvrstitev v pokal pokalnih zmagovalcev, v katerem ji je naslednjo sezono uspel zgodovinski uspeh: kot prva slovenska ekipa se je v kakem evropskem pokalu po zmagah nad Levskim in Arhusom prebila med 16 najboljših. Ta uspeh je ostal nekako prezrt po zaslugi hude krize v državnem prvenstvu. Dva kroga pred koncem prvenstva 1996/97 je bila Olimpija na primer šele osma med desetimi ekipami, nato pa se je z dvema zmagama do konca le prebila na "znosno" peto mesto.
Tudi v naslednjih treh sezonah je bila Olimpija le povprečna slovenska ekipa; zasedla je še eno peto, pa šesto in sedmo mesto. V sezoni 1999/2000 je zmagala v slovenskem pokalnem tekmovanju, kar je bila prva lovorika po štirih letih. Poleti 2000 je na čelo Olimpije znova prišel Bojan Prašnikar, najuspešnejši slovenski klubski trener, med igralce pa sta se vrnila Sebastjan Cimerotič in Ermin Rakovič, najatraktivnejši napadalni par v zgodovini SNL. Čeprav je dolgo dobro kazalo, so se morali zmaji zadovoljiti samo z drugim mestom, že naslednjo sezono pa so ob novih-starih organizacijskih in finančnih težavah spet zdrknili v povprečje. Spomladi 2002 je prišlo do premika: de facto lastništvo nad klubom je prevzel uspešni poslovnež Jurij Schollmayer. Urejene finančne razmere so privabile najboljšega slovenskega igralca Branka Oblaka v vlogi trenerja, reprezentanta Mladena Rudonjo in Mirana Pavlina ter enega največjih evropskih zvezdnikov Roberta Prosinečkega, toda zaradi nekaterih ne dovolj izdelanih potez se Vega Olimpija ni zavihtela višje od tretjega mesta v prvenstvu, a je vendarle osvojila pokal.
Še pred koncem sezone 2002/2003 je Oblaka po ekspresni odločitvi uprave nasledil še en nekdanji igralec Olimpije, Suad Beširevič ter jo naslednjo sezono (2003/2004) vodil v evropskih preizkušnjah, od katerih sta najbolj odmevali odlični predstavi proti Liverpoolu. Člani so to sezono v prvenstvu končali na drugem mestu, zgolj točko za prvouvrščenim, v pokalu pa so izpadli že v drugem krogu. Isto leto smo si zapomnili še po miškulancah z neobstoječo trenersko licenco glavnega trenerja, povratku Sebastjana Cimerotiča v domači klub ter pojavljanju imena svetega kluba v raznoraznih sodniških sporih proti dolžnikom in upnikom, v katerih pa je klub po pravilu potegnil krajšo. Sponzorji so odhajali eden za drugim, konec sezone se je kljub drugačnim in ponovljenim obljubam poslovil še poslovnež Schollmayer in nad Olimpijo so se znova zgrnili črni oblaki. 

### 2004
Sledila je najbolj črna sezona v zgodovini kluba - sezona 2004/2005. Skupščina društva, imenovana tudi "krizna" skupščina, se je po taktičnem zavlačevanju uprave naposled le zgodila v decembru, toda vsaj konsenzualni začetek z optimizmom, z novimi ljudmi in na novih osnovah je taista uprava preprečila z novimi obljubami igralcem in javnosti ter včlanjevanjem priložnostnih glasovalcev tik pred zdajci ter si na večurnem zasedanju izborila nov mandat. Milni mehurček obljub se je razblinil že nekaj tednov kasneje: redki morebitni sponzorji niso hoteli sodelovati z istim osebjem, ki je pripeljalo klub v težko stanje, igralci pa so se nato razpršili na vse štiri strani neba. Olimpija je na silo, z v drugih okoljih odpisanimi igralci, skrpala ekipo za tekmovanje v drugem delu lige, se sicer zavoljo dovoljšne točkovne zaloge še iz prvega dela tekmovanja uvrstila v Ligo za prvaka, kjer pa ni bila uspešna.
Poleg neizpolnjenih obljub je uprava "uspešno" dokončala še tri druge "projekte": po samovoljni odločitvi ni oddala vloge za licenciranje, ki bi morebitnim bodočim naslednikom nudila vsaj kanček upanja za tekmovanje na nivoju Nogometne zveze Slovenije, prav tako pa ni razpustila društva. Poleg vsega tega se NŠD NK Olimpija tudi ni prijavila za nobeno tekmovanje in s tem je klub sicer de facto prenehal obstajati.

## Lovorike
| Lovorika                                        | Št.         | Leta                               |             |             |             |
| Domača liga                                     | Domača liga | Domača liga                        | Domača liga | Domača liga | Domača liga |
| ----------------------------------------------- | ----------- | ---------------------------------- | ----------- | ----------- | ----------- |
| Prvak prve slovenske lige                       | 4           | 1991/92, 1992/93, 1993/94, 1994/95 |             |             |             |
| Podprvak prve slovenske lige                    | 3           | 1995/96, 2000/01, 2003/0           |             |             |             |
| Prvak slovenske republiške lige                 | 4           | 1946/47, 1951/52, 1961/62, 1986/87 |             |             |             |
| Domači pokal                                    |             |                                    |             |             |             |
| Zmagovalec slovenskega pokala                   | 4           | 1993, 1996, 2000, 2003             |             |             |             |
| Finalist slovenskega pokala                     | 3           | 1992, 1999, 2001                   |             |             |             |
| Zmagovalec slovenskega superpokala              | 1           | 1995                               |             |             |             |
| Finalist slovenskega superpokala                | 1           | 1996                               |             |             |             |
| Finalist jugoslovanskega pokala                 | 1           | 1970                               |             |             |             |
| Evropska tekmovanja                             |             |                                    |             |             |             |
| Prvi krog Lige prvakov                          | 1           | 1992/93                            |             |             |             |
| Šestnajstina finala Pokala pokalnih zmagovalcev | 1           | 1996/97                            |             |             |             |

## Domače prvenstvo

### Jugoslovanska liga (1953–1991)
| 0Sezona0 | Liga     | Liga | Liga | Liga | Liga | Liga | Liga | Liga | Liga | Pokal | Evropska tekmovanja        | Evropska tekmovanja | Najboljši strelec          | Najboljši strelec |
| 0Sezona0 | Divizija | T    | Z    | N    | P    | DG   | PG   | Toč  | Uvr  | Pokal | Evropska tekmovanja        | Evropska tekmovanja | Nogometaš                  | Goli              |
| -------- | -------- | ---- | ---- | ---- | ---- | ---- | ---- | ---- | ---- | ----- | -------------------------- | ------------------- | -------------------------- | ----------------- |
| 1953/54  | 1. liga  | 26   | 4    | 4    | 18   | 39   | 71   | 12   | 13.  | ČF    |                            |                     |                            |                   |
| 1965/66  | 1. liga  | 30   | 11   | 7    | 12   | 43   | 47   | 29   | 8.   |       |                            |                     |                            |                   |
| 1966/67  | 1. liga  | 30   | 9    | 5    | 16   | 33   | 47   | 23   | 14.  |       | Pokal velesejemskih mest   | 1K                  |                            |                   |
| 1967/68  | 1. liga  | 30   | 9    | 9    | 12   | 33   | 46   | 27   | 11.  |       |                            |                     |                            |                   |
| 1968/69  | 1. liga  | 34   | 11   | 11   | 12   | 32   | 41   | 33   | 12.  | 16F   | Pokal velesejemskih mest   | 1K                  |                            |                   |
| 1969/70  | 1. liga  | 34   | 13   | 4    | 17   | 43   | 52   | 27   | 16.  | 2.    |                            |                     |                            |                   |
| 1970/71  | 1. liga  | 34   | 13   | 10   | 11   | 47   | 35   | 36   | 7.   | 16F   | Pokal pokalnih zmagovalcev | 1K                  |                            |                   |
| 1971/72  | 1. liga  | 34   | 13   | 5    | 16   | 46   | 51   | 31   | 9.   | PF    |                            |                     |                            |                   |
| 1972/73  | 1. liga  | 34   | 9    | 8    | 17   | 35   | 43   | 26   | 16.  |       |                            |                     |                            |                   |
| 1973/74  | 1. liga  | 34   | 11   | 10   | 13   | 36   | 42   | 32   | 10.  |       |                            |                     | Danilo Popivoda            | 17                |
| 1974/75  | 1. liga  | 34   | 7    | 17   | 10   | 37   | 48   | 31   | 12.  |       |                            |                     | Danilo Popivoda            | 10                |
| 1975/76  | 1. liga  | 34   | 10   | 10   | 14   | 37   | 44   | 30   | 14.  |       |                            |                     | Vili Ameršek Goran Jurišić | 10                |
| 1976/77  | 1. liga  | 34   | 10   | 12   | 12   | 36   | 42   | 32   | 12.  |       |                            |                     | Tone Rožič                 | 9                 |
| 1977/78  | 1. liga  | 34   | 13   | 6    | 15   | 44   | 44   | 32   | 10.  |       |                            |                     | Milan Ćalasan Tone Rožič   | 8                 |
| 1978/79  | 1. liga  | 34   | 11   | 7    | 16   | 34   | 53   | 29   | 16.  |       |                            |                     | Mehmed Buza Milan Ćalasan  | 8                 |
| 1979/80  | 1. liga  | 34   | 11   | 8    | 15   | 30   | 45   | 30   | 15.  |       |                            |                     | Vili Ameršek               | 7                 |
| 1980/81  | 1. liga  | 34   | 8    | 16   | 10   | 29   | 33   | 32   | 12.  |       |                            |                     | Vili Ameršek Tone Rožič    | 6                 |
| 1981/82  | 1. liga  | 34   | 9    | 15   | 10   | 39   | 38   | 33   | 9.   |       |                            |                     | Vili Ameršek               | 12                |
| 1982/83  | 1. liga  | 34   | 11   | 13   | 10   | 33   | 31   | 35   | 7.   | 2K    |                            |                     | Vili Ameršek               | 6                 |
| 1983/84  | 1. liga  | 34   | 10   | 8    | 16   | 29   | 40   | 28   | 17.  | 1K    |                            |                     | Srečko Katanec             | 6                 |

### Slovenska liga (1991–2005)
| 0Sezona0 | Liga     | Liga | Liga | Liga | Liga | Liga | Liga | Liga | Liga | Pokal | Evropska tekmovanja    | Evropska tekmovanja | Najboljši strelec         | Najboljši strelec |
| 0Sezona0 | Divizija | T    | Z    | N    | P    | DG   | PG   | Toč  | Uvr  | Pokal | Evropska tekmovanja    | Evropska tekmovanja | Nogometaš                 | Goli              |
| -------- | -------- | ---- | ---- | ---- | ---- | ---- | ---- | ---- | ---- | ----- | ---------------------- | ------------------- | ------------------------- | ----------------- |
| 1991/92  | 1. liga  | 40   | 30   | 6    | 4    | 102  | 18   | 66   | 1.   | 2.    |                        |                     | Zoran Ubavič              | 29                |
| 1992/93  | 1. liga  | 34   | 22   | 8    | 4    | 94   | 20   | 52   | 1.   | 1.    | Liga prvakov           | 1K                  | Zoran Ubavič Samir Zulič  | 23                |
| 1993/94  | 1. liga  | 30   | 23   | 5    | 2    | 95   | 20   | 51   | 1.   | PF    | Liga prvakov           | KV                  | Nedeljko Topić            | 17                |
| 1994/95  | 1. liga  | 30   | 20   | 4    | 6    | 78   | 30   | 44   | 1.   | ČF    | Pokal UEFA             | 1K                  |                           |                   |
| 1995/96  | 1. liga  | 36   | 19   | 7    | 10   | 79   | 39   | 64   | 2.   | 1.    | Pokal UEFA             | 1K                  | Ermin Šiljak              | 28                |
| 1996/97  | 1. liga  | 36   | 11   | 12   | 13   | 53   | 51   | 45   | 4.   | PF    | Pokal pokalnih prvakov | 2K                  |                           |                   |
| 1997/98  | 1. liga  | 36   | 13   | 12   | 11   | 59   | 55   | 51   | 5.   | ČF    |                        |                     | Ismet Ekmečić             | 21                |
| 1998/99  | 1. liga  | 33   | 12   | 8    | 13   | 54   | 50   | 44   | 6.   | 2.    | Pokal Intertoto        | 1K                  |                           |                   |
| 1999/00  | 1. liga  | 33   | 14   | 4    | 15   | 64   | 58   | 46   | 7.   | 1.    | Pokal UEFA             | 1K                  | Marko Kmetec              | 16                |
| 2000/01  | 1. liga  | 33   | 18   | 6    | 9    | 73   | 46   | 60   | 2.   | 2.    | Pokal UEFA             | 1K                  | Sebastjan Cimirotič       | 19                |
| 2001/02  | 1. liga  | 33   | 15   | 6    | 12   | 39   | 42   | 51   | 4.   | 1K    | Pokal UEFA             | 1K                  | Senad Tiganj Anton Žlogar | 12                |
| 2002/03  | 1. liga  | 31   | 14   | 12   | 5    | 54   | 32   | 54   | 3.   | 1.    |                        |                     | Marko Kmetec              | 23                |
| 2003/04  | 1. liga  | 32   | 16   | 7    | 9    | 59   | 39   | 55   | 2.   | 2K    | Pokal UEFA             | 1K                  | Marko Kmetec              | 16                |
| 2004/05  | 1. liga  | 32   | 10   | 7    | 15   | 34   | 52   | 37   | 6.   | ČF    |                        |                     |                           |                   |

## Evropska tekmovanja
| Sezona  | Tekmovanje                 | Stopnja              | Nasprotnik          | 1. tekma | 2. tekma            |
| ------- | -------------------------- | -------------------- | ------------------- | -------- | ------------------- |
| 1966/67 | Pokal velesejemskih mest   | 1. krog              | Ferencvárosi TC     | 3:3 (D)  | 0:3 (G)             |
| 1968/69 | Pokal velesejemskih mest   | 1. krog              | Hibernian F.C.      | 0:3 (D)  | 1:2 (G)             |
| 1970/71 | Pokal pokalnih zmagovalcev | 1. krog              | Benfica             | 1:1 (D)  | 1:8 (G)             |
| 1992/93 | Liga prvakov               | 1. krog kvalifikacij | FC Norma Tallinn    | 3:0 (D)  | 2:0 (G)             |
| 1992/93 | Liga prvakov               | 1. krog              | A.C. Milan          | 0:4 (G)  | 0:3 (D)             |
| 1993/94 | Liga prvakov               | 1. krog kvalifikacij | Skonto FC           | 1:0 (G)  | 0:1, 10:11 pen. (D) |
| 1994/95 | Pokal UEFA                 | Kvalifikacije        | PFC Levski Sofija   | 3:2 (D)  | 2:1 (G)             |
| 1994/95 | Pokal UEFA                 | 1. krog              | Eintracht Frankfurt | 1:1 (D)  | 0:2 (G)             |
| 1995/96 | Pokal UEFA                 | Kvalifikacije        | Apollon Smyrni F.C. | 0:1 (G)  | 3:1 (D)             |
| 1995/96 | Pokal UEFA                 | 1. krog              | Roda JC             | 0:5 (G)  | 2:0 (D)             |
| 1996/97 | Pokal pokalnih zmagovalcev | Kvalifikacije        | PFC Levski Sofija   | 1:0 (D)  | 0:1, 4:2 pen. (G)   |
| 1996/97 | Pokal pokalnih zmagovalcev | 1. krog              | Aarhus GF           | 1:1 (G)  | 0:0 (D)             |
| 1996/97 | Pokal pokalnih zmagovalcev | 2. krog              | AEK Atene           | 0:2 (D)  | 0:4 (G)             |
| 1998/99 | Pokal Intertoto            | 1. krog              | Makedonija GP       | 2:4 (G)  | 1:1 (D)             |
| 1999/00 | Pokal UEFA                 | Kvalifikacije        | Kareda Šiauliai     | 1:1 (D)  | 2:2 (G)             |
| 1999/00 | Pokal UEFA                 | 1. krog              | R.S.C. Anderlecht   | 1:3 (G)  | 0:3 (D)             |
| 2000/01 | Pokal UEFA                 | Kvalifikacije        | Sheriff Tiraspol    | 0:0 (G)  | 3:0 (D)             |
| 2000/01 | Pokal UEFA                 | 1. krog              | RCD Espanyol        | 2:1 (D)  | 0:2 (G)             |
| 2001/02 | Pokal UEFA                 | Kvalifikacije        | FK Shafa Baku       | 4:0 (D)  | 3:0 (G)             |
| 2001/02 | Pokal UEFA                 | 1. krog              | Brøndby IF          | 2:4 (D)  | 0:0 (G)             |
| 2003/04 | Pokal UEFA                 | Kvalifikacije        | Shelbourne FC       | 1:0 (D)  | 3:2 (G)             |
| 2003/04 | Pokal UEFA                 | 1. krog              | Liverpool F.C.      | 1:1 (D)  | 0:3 (G)             |

## Znani igralci
| - Ivan Toplak (1951–1954) - Antun Rudinski (1964) - Zijad Arslanagić (1964–1967) - Velimir Sombolac (1965–1970) - Tone Rožič - Branko Oblak (1965–1973) - Danilo Popivoda (1965–1975) - Tomislav Kaloperović (1966–1967) - Radoslav Bečejac (1967–1973) - Mišo Smajlović (1968–1969) - Dragan Gugleta (1969–1970) - Zlatko Škorić (1969–1971) - Anđelo Milevoj (1971–1972) - Mirko Stojanović (1972–1973) - Fahrija Dautbegović (1974–1975) - Mihailo Petrović (1979–1984) - Branko Bošnjak (1979–1983; 1984–1985; 1987–1988) | - Marko Elsner (1980–1983) - Srečko Katanec (1981–1984) - Džoni Novak (1988–1990; 1993–1996) - Primož Gliha (1986–1990; 1998–1999) - Miloš Hrstić (1987–1988) - Robert Englaro (1988–1996) - Aleš Čeh (1988–1993) - Sandi Valentinčič (1988–1989; 1991–1993) - Ivo Šeparović (1989–1992) - Milinko Pantić (1991) - Marko Simeunovič (1991–1996) - Samir Zulič (1991–1998; 1999–2000) - Dejan Djuranovič (1992–1997) - Miran Pavlin (1993–1996; 2002–2003) - Ermin Šiljak (1993–1996) - Aleksander Knavs (1993–1997) - Mladen Rudonja (1994–1995; 2002–2004) | - Sebastjan Cimirotič (1994–1996; 2000–2001) - Edmond Dosti (1994–1997) - Roland Ntoko (1995–1996) - Dušan Kosič (1995–1996; 1998–2005) - Kliton Bozgo (1995–1998) - Milenko Ačimovič (1996–1998) - Milan Osterc (1999–2000) - Alen Škoro (2000) - Branislav Krunić (2000–2001) - Adnan Pervan - Branko Ilič (2001–2004) - Anton Žlogar (2001–2004) - Robert Prosinečki (2002–2003) - Miloš Hrstić (1986–1987) - Borut Mavrič (2002–2004) - Viktor Trenevski (2002–2004) - Boštjan Cesar (2005) |

## Trenerji
| - Branko Stanković (1963–1964) - Branko Elsner (1964–1967) - Tomislav Kaloperović (1967–1968) - Vlado Konjevod (1968–1969) - Nedeljko Gugolj (1969–1973) - Slavko Luštica (1973–1976) - Dragoljub Milošević (1976–1977) - Branko Elsner (1977–1978) - Dušan Varagić (1978–1980) - Vukašin Višnjevac (1980–1981) - Ante Mladinić (1981–1982) | - Nedeljko Gugolj (1982–1984) - Zdenko Verdenik (1984–1986) - Nedeljko Gugolj (1986–1987) - Miloš Šoškić (1987–1990) - Slobodan Dogandžić (1990–1991) - Filip Mendaš (1991) - Lučjo Pertič (1991–1993) - Bojan Prašnikar (1993–1994) - Branko Oblak (1994–1995) - Miloš Šoškić (1995) - Zdenko Verdenik (1995) | - Branko Oblak (1995) - Petar Nadoveza (1995–1996) - Jedinko Perica (1996–1998) - Marin Kovačić (1998–1999) - Janez Zupančič (1999) - Jedinko Perica (1999–2000) - Bojan Prašnikar (2000–2001) - Mihailo Petrović (2001–2002) - Branko Oblak (2002–2003) - Suad Beširević (2003–2004) - Milivoj Bračun (2004–2005) |